# Lamine Diarrassouba
Lamine Diarrassouba (* 1. ledna 1986 v Abidjanu) je fotbalový útočník z Pobřeží slonoviny, od července 2014 bez angažmá. Mimo Pobřeží slonoviny působil v Egyptě, Rumunsku, Francii, Česku a na Slovensku

## Klubová kariéra
Svoji fotbalovou kariéru začal v Satellite FC, odkud přestoupil do Al-Hadidu. V roce 2008 odešel do Politehnicy Iași a po dvou letech do rumunského FC Brașov. Po půl roce podepsal smlouvu s Nîmes Olympique. V roce 2012 zamířil do slovenského klubu FK Senica. V zimě 2013 mu v týmu skončila smlouva a odešel.

### 1. SC Znojmo
V únoru 2014 jej testoval nováček 1. ligy, klub 1. SC Znojmo a rozhodl se hráče angažovat. V Gambrinus lize debutoval 2. března 2014 proti Viktorii Plzeň (porážka 2:3). O týden později 8. března vsítil svůj první ligový gól v utkání proti FK Baumit Jablonec (výhra 4:0). Po skončení ročníku 2013/14, kdy mužstvo sestoupilo do 2. ligy, tým opustil.